# Raoul Pateras Pescara
Raoul Pateras Pescara de Castelluccio, marquis Pateras Pescara, né le 27 avril 1890 à Adrogué en Argentine et mort le 7 mai 1966 à Paris 8e, est un ingénieur,, inventeur et entrepreneur franco-italien, spécialiste des hélicoptères, de l'automobile, ainsi que des moteurs à pistons libres.

## Biographie
Né à Adrogué, une ville du Grand Buenos Aires en Argentine, Raoul Pateras Pescara est le fils aîné du marquis Teodoro Gustavo Pateras Pescara et d'Alice Auzón. Son père d'origine napolitaine et sa mère originaire du pays basque se sont connus à Buenos Aires lors d'un voyage d'affaires de son père pour assurer le train de Santa Fe. Au début du XXe siècle, sa famille rentre en Europe. Il vient en France à l'âge de trois ans chez sa grand-mère maternelle et fait ses études à l'Institut Stanislas à Nice. Etant précoce et surdoué, sa mère l'envoie en Italie, à la garde du père, directeur de compagnie d'assurance, à Venise, ou Raoul fera des études supérieures afin d'obtenir un niveau d'ingénieur. Il sera employé comme conseiller technique à l'Arsenal de Venise.
En 1908, il se marie avec une franco-autrichienne, Dutsi Kouranda, le mariage est un échec, elle repart en Autriche lors de la déclaration de la guerre. L'Arsenal de Venise, craignant qu'elle partage des secrets défense, destitue Raoul de sa nationalité italienne et l'expulse vers la France où la Police l'attend à l'arrivée et l'emprisonne à la prison de la Santé pendant 103 jours.
Lors de son incarcération il grave sur le mur de sa cellule le premier croquis de l'hélicoptère, visible encore de nos jours. La société Eiffel le fera sortir permettant à Raoul de mettre au point le premier brevet de l'hélicoptère avec les deux technologies de base (Pales Rotatives horizontales et verticales).

### Hydravion
En 1911, le laboratoire de Gustave Eiffel réalise des essais en soufflerie d'une maquette au 1/20e d'un hydravion monoplan étudié par Pescara et l'ingénieur italien Alessandro Guidoni (en), appelé « hydravion Pateras Pescara »,. En 1912, le ministère de la marine italienne charge Alessandro Guidoni, alors lieutenant, de construire et de tester un prototype d'« hydrotorpilleur » sur le modèle du monoplan Pateras Pescara. L'appareil est grand (19 mètres d'envergure) et sous-motorisé, les essais de vol commencent en 1914 et ne seront pas concluants, le projet est abandonné la même année.

### Hélicoptères

Premières secondes du décollage de l'hélicoptère de Pescara.

Après avoir travaillé dans les laboratoires du gouvernement italien, Raoul Pateras Pescara entre, au début de la Première Guerre mondiale, au service du ministère de la guerre français : on lui attribuait diverses inventions, dont un dirigeable pouvant survoler les lignes ennemies en lançant des bombes par intervalles. Il est arrêté comme espion et interné à la prison de la Santé, mais le ministère de la guerre donne l'assurance de son innocence et il se rend en Espagne, où il mettra en œuvre son projet d’hélicoptère, qu’il avait conçu sur le sol français.
À partir de 1917, il dépose en Espagne de nombreux brevets portant sur l'amélioration des hélicoptères et des voilures tournantes de même que sur un hydroplane et, de 1919 à 1923, il dépose une quarantaine de brevets en France, qui seront étendus à plusieurs pays : brevets portant sur un « monohélicoptère » (1921), un « gyroplane » (1922), un « monohélicoplane »  (appareil convertible VTOL, 1922 également). Pendant ces années, il fait des essais d'une double voilure tournante montée sur le toit de sa voiture.
En février 1920, Raoul Pateras Pescara dépose en Espagne, puis au Royaume-Uni, un brevet de « réaction directe », reprenant l'idée développée dix ans auparavant pour le gyroptère par les ingénieurs français Alphonse Papin et Didier Rouilly : il s'agit de faire échapper, par les extrémités des pales, de l'air comprimé,. Ce brevet sera complété plus tard, en 1938, par un autre qui proposera le moteur aéronautique sans embiellage (moteur + compresseur = pistons libres Pescara).
À partir de 1919, il commence à construire plusieurs hélicoptères coaxiaux qui mèneront aux succès des premiers sauts de 1921. Il rencontre en Espagne le pilote et homme d'affaires en aéronautique Jorge Loring Martinez (en) (1889 – 1936) pour créer la société Helicopteracion Pescara S.A., chargée d'exploiter les brevets Pateras-Pescara concernant les hélicoptères. Cette société recevra en 1921 une délégation du Service technique de l'aéronautique (STAé) français.

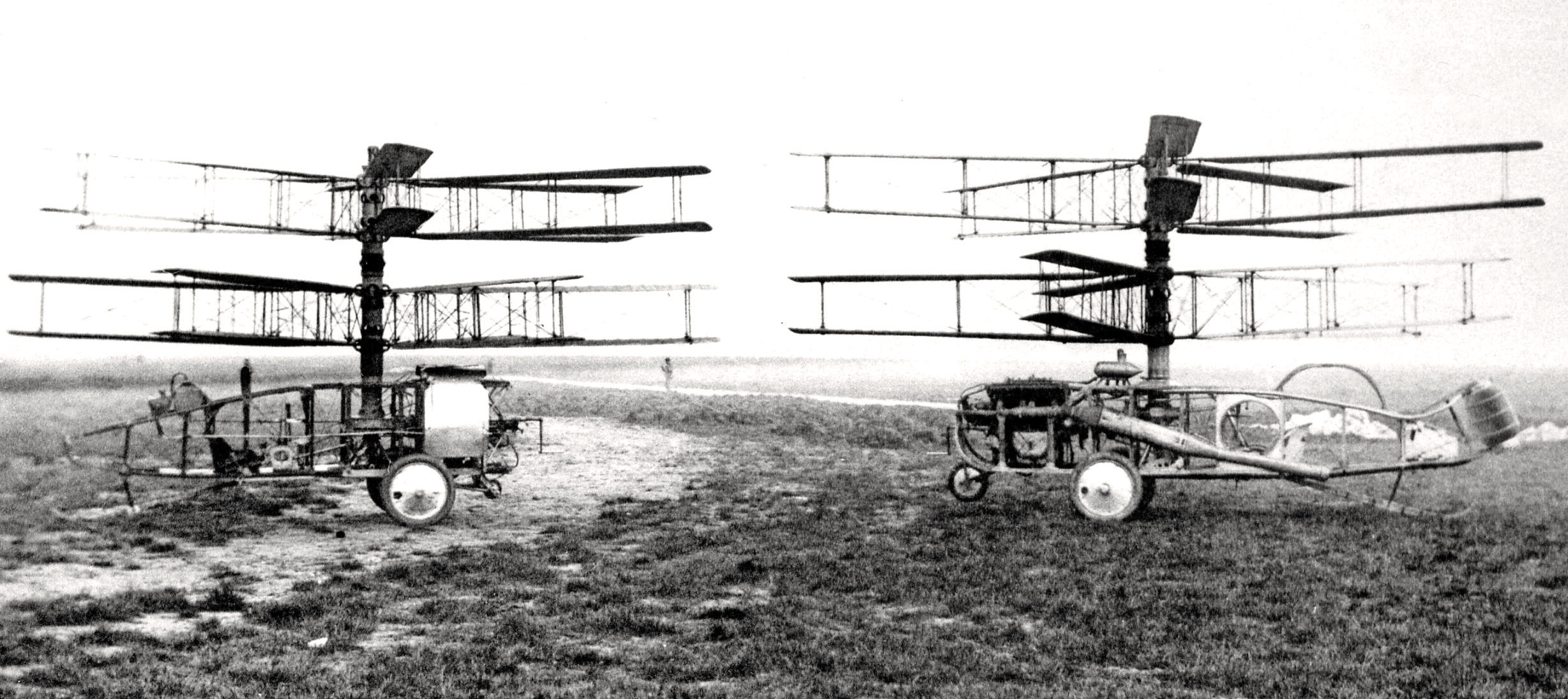
Les Pescara 2R (1921) et 2F (1923)

En 1921, après des années d'essais, l'hélicoptère Pescara (le 2R) fait ses premiers sauts à Barcelone. Bernard Barny de Romanet, as de la Première Guerre mondiale, témoigne dans Le Petit Journal du 27 mai, à son retour de Barcelone en ces termes : « Je suis fermement persuadé que l’hélicoptère Pescara volera et j’espère être le pilote qui lui fera gagner quelques prix ». Il annonce la finition du Pescara avec un moteur en étoile de 120 ch et déclare que, le 24 mai, l'appareil s'est soulevé de 30 cm. Il précise encore « qu’il n’a jamais vu un inventeur aussi consciencieux et plus opiniâtre ». L’appareil, après son essai concluant dans le jardin du Marquis, doit être démonté et transporté à l’aérodrome ou à l’hippodrome de Barcelone. La mort de de Romanet en septembre 1921 fera que Pescara assumera lui-même le pilotage de son appareil jusqu'en 1926.
En 1922, le gouvernement français finançant des projets aéronautiques, Raoul Pateras Pescara installe une succursale de la société barcelonaise Helicopteración Pescara SA à Nanterre, au 59, avenue Georges-Clemenceau. La même année, Le Petit Larousse illustre le mot « hélicoptère » avec le dessin d'un jouet et un autre du Pescara accompagné du texte : « Hélicoptère, système Pescara ».

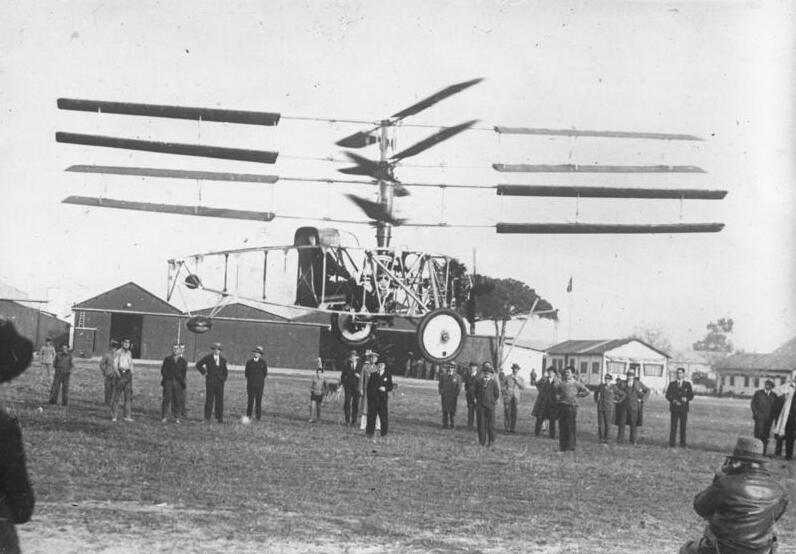
Le Pescara 4S (1931)

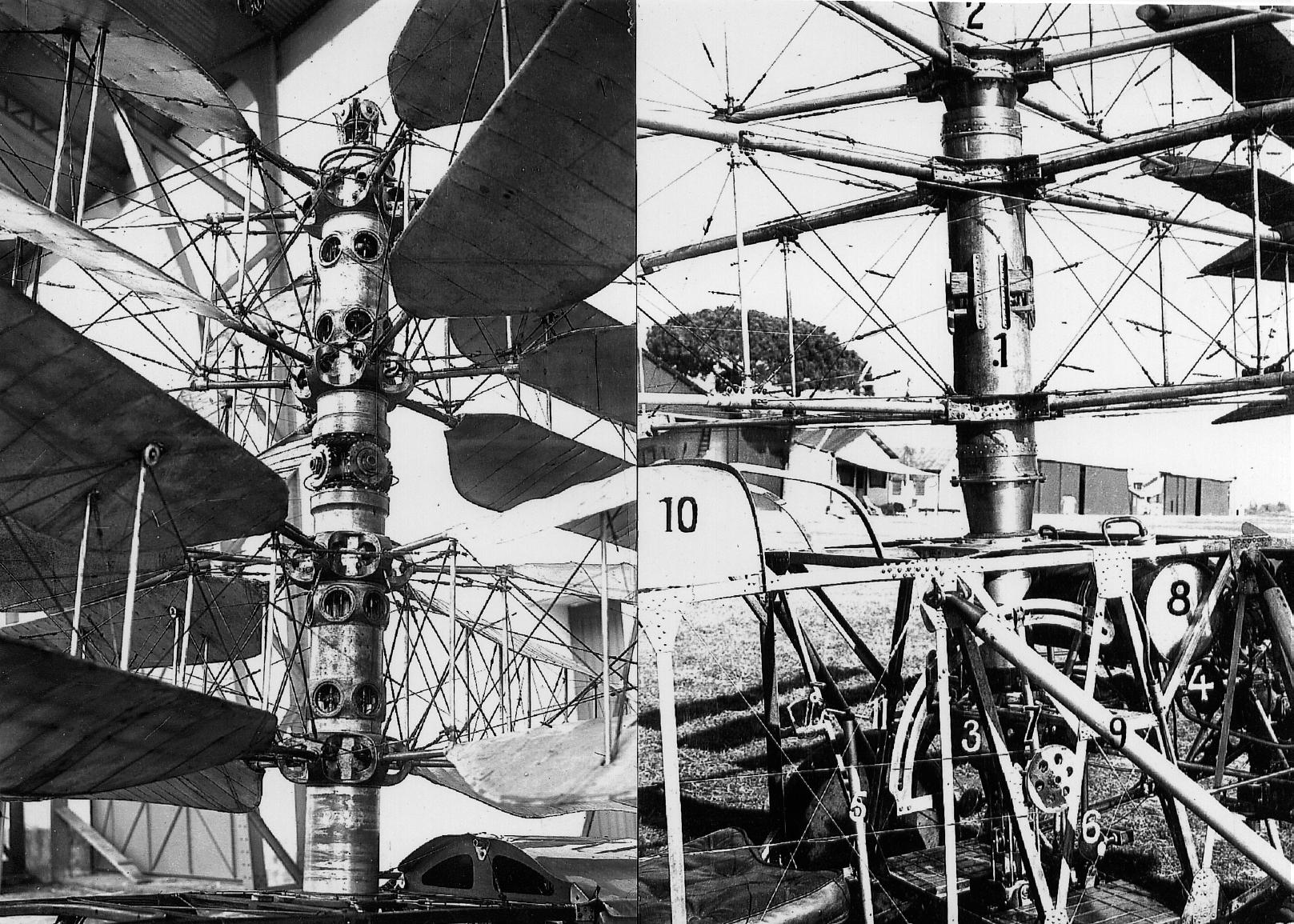
Comparaison du premier mât inverseur de rotation des deux rotors coaxiaux (2R) avec le mât mécano-soudé (4S) des hélicoptères Pescara de 1916 à 1931

Tous ses appareils seront construits sur le même modèle, équipés de deux rotors coaxiaux contrarotatifs constitués par au moins quatre cellules bipennes. Leur système de commande de vol est une véritable innovation : pour assurer le fonctionnement en déplacement de l’appareil en palier, le marquis Pateras-Pescara, devenu pilote d'hélicoptère, dispose d’un manche à balai muni d'un volant (Brevet Fr no 553.304) qu’il n’a qu’à incliner dans la direction désirée. Le manche à balai commande deux plateaux cycliques qui sont constitués par des roulements oscillants. Il s’ensuit une variation cyclique du pas de chaque pale pendant le mouvement de rotation. Le résultat de cette action du manche à balai provoquant une dissymétrie de poussée aérodynamique ainsi engendrée sur les rotors, faisant que les hélicoptères Pescara s’inclinent dans la direction voulue et les rotors ne tournant plus dans un plan horizontal, le propulsent dans cette direction. Une manette commande la variation globale du pas des rotors, permettant ainsi à l’appareil de monter ou de descendre (changer d’altitude). Ces deux commandes se retrouvent dans les hélicoptères actuels, elles sont appelées respectivement commande de pas cyclique et commande de pas collectif. Le volant sur le manche permet de faire varier différemment le gauchissement des pales de l’un et de l’autre rotor, ce qui a pour effet d’engendrer un couple de rotation nécessaire à faire un virage sur place.
Le 29 novembre 1923, il accomplit avec le 2F, un nouvel appareil, une série de vols au cours desquels il réussit des virages corrects, des lignes droites et des stationnements au point fixe. Les hélicoptères Pescara sont à stabilité commandée. L'Aérophile de décembre 1923, revue de l'Aéro-Club de France, titre : « Pescara détenteur du Record de Durée en Hélicoptère ».
Le 16 janvier 1924, il réussit un vol de 8 min 13 s pour 1 160 mètres en ligne droite, c'est le premier kilomètre effectué par un hélicoptère. Le 29 janvier il vole pendant 10 min 10 s. Son appareil 2F lui permet également d'établir, le 18 avril 1924, à Issy-les-Moulineaux, France, un record du monde de vol en ligne droite enregistré par la FAI avec 736 mètres en 4 minutes et 11 secondes (soit environ 13 km/h) à une hauteur d'1,8 mètre.
En 1925, le Marquis Pateras-Pescara fait construire le Pescara 3F, qui est plus puissant et dont l'inversion de voilure se fait dans le bas du mât. Il quitte le terrain d'Issy-Les Moulineaux pour Saint-Raphaël où ses essais continuent en 1926 jusqu'à la destruction de sa voilure. Un hélicoptère Pescara 3F équipé d'un moteur Salmson est exposé au musée de l'air et de l'espace du Bourget depuis mars 2011.
En 1926, il dépose auprès du gouvernement du général Primo de Rivera, le projet d'installer une usine de construction aéronautique et automobile à Barcelone. C'est ainsi que sera réalisé le Pescara 4S, un appareil de 400 kg qui évoluera de 1929 à 1932. Muni d'un moteur de 40 ch et disposant à l'avant d'une hélice débrayable, le 4S peut fonctionner en hélicoptère ou en autogire. Sa voilure, toujours coaxiale, comprend deux hélices biplanes à incidence variable dont la commande d'inclinaison permet de monter ou de descendre, l'orientation de la nacelle et le gauchissement. Son moteur peut être embrayé par un réducteur à deux étages d'engrenage (24 à 1) sur les hélices sustentatrices ou sur son hélice tractive, libérant alors les hélices sustentatrices qui fonctionnent en auto-rotation. La légèreté de l'appareil donne 2 kg/m2 pour la voilure.

### Automobiles

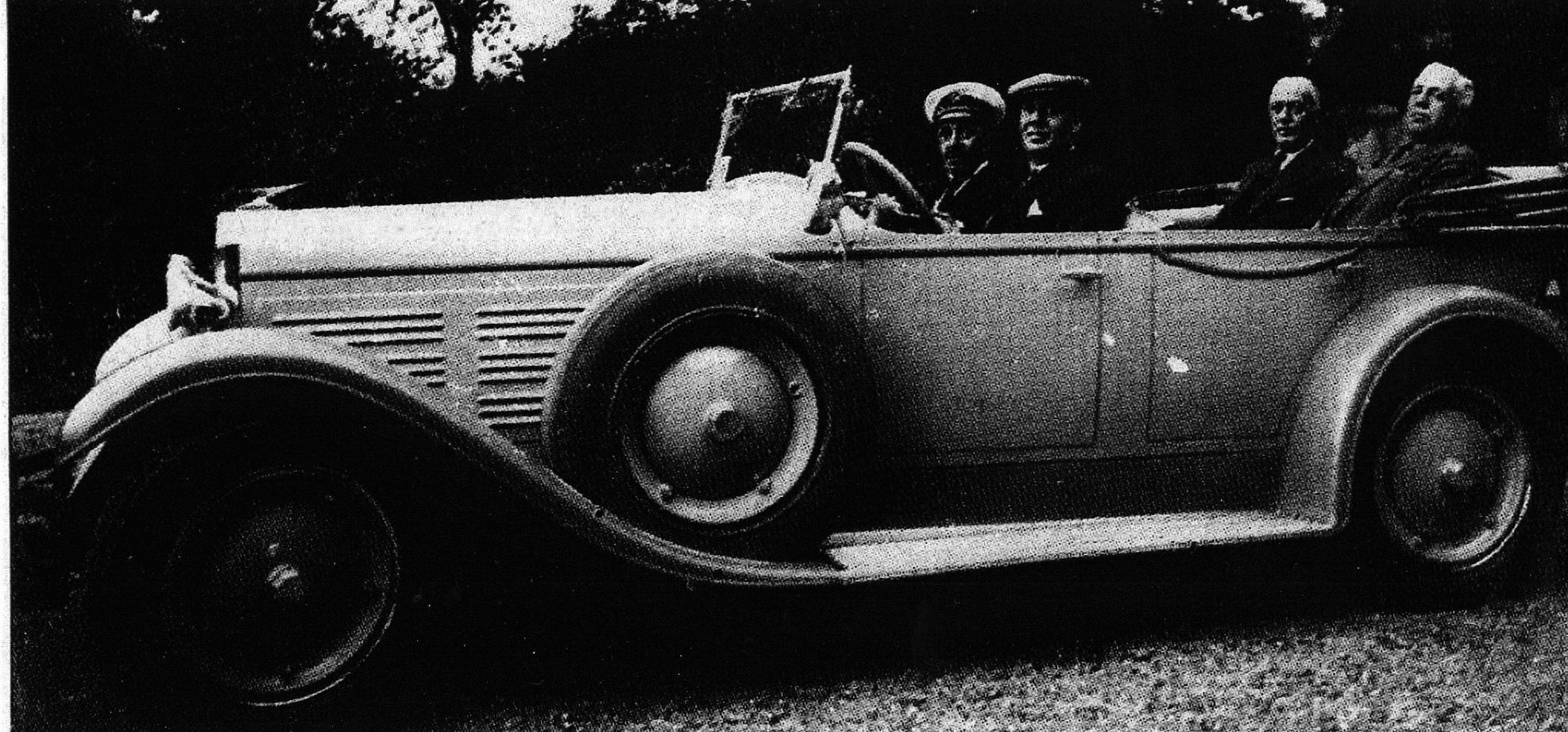
Une automobile Nacional Pescara. Le roi d'Espagne Alphonse XIII passager à l'avant (casquette blanche), au volant le Marquis Pateras-Pescara.

En 1929, il fonde avec son frère Henri, l'ingénieur italien Edmond Moglia, et le gouvernement espagnol, la Fábrica Nacional de Automóviles SA avec un capital de 70 millions de pesetas. La Nacional Pescara est exposée en 1931, au grand Palais, sur le stand Voisin au salon de Paris.
Cette voiture de huit cylindres en ligne gagne en 1931 le championnat d'Europe de course de côte.
La guerre civile espagnole oblige Raoul Pateras Pescara à revenir en France.

### Générateurs et compresseurs à pistons libres
Pescara voyage beaucoup en Europe pour trouver des entrepreneurs qui souhaiteraient exploiter ses innovations.
Le 28 février 1933, la Société des auto-compresseurs Pescara voit le jour au Luxembourg, elle est formée pour 30 ans et s'appuie sur six brevets français. L'un de ses actionnaires est la société Pescara & Raymond, dont le siège est à Dover, dans l'État du Delaware aux États-Unis. Les auto-compresseurs à pistons libres Pescara sont proposés selon deux familles : symétriques et asymétriques. La première application, en 1936, est une locomotive de 200 ch dans laquelle on a remplacé la chaudière par deux auto-compresseurs qui fournissent de l'air comprimé à la même pression que la vapeur, qui varie entre 12 et 18 kg/cm2. Les auto-compresseurs Sigma sous licence Pescara, alimentant des marteaux-piqueurs en air comprimé, servent sur les chantiers du bâtiment et des travaux publics.
En 1938, un générateur de 800 ch (type GS-30) est mis au banc d'essais chez Alsthom, à Belfort.
Pendant la Seconde Guerre mondiale, il s'occupe d'énergie électrique au Portugal. Les moteurs à pistons libres reprennent de l'activité par leur industrialisation par la Sigma (Société industrielle générale de mécanique appliquée), qui développe le générateur de gaz à pistons libres GS-34 de 1 138 ch en 1944, dont pour des navires dragueurs de mines de la Marine Nationale de la Classe Sirius (dragueur de mines) . Il rejoint deux de ses fils à Paris en 1963. Il intervient comme expert auprès de la Société nationale des matériels pour la recherche et l'exploitation du pétrole (SN MAREP) qui a mis au banc d'essais le EPLH-40 de 2 000 ch.
Raoul Pateras Pescara propose ensuite la réalisation de machines plus puissantes : de nouveaux générateurs tandem double effet construits à partir des générateurs classiques existants EPLH-40 et GS-34. Une société pour l'application des procédés Pescara était en formation quand survint son décès en 1966.

## Hommage argentin
Raoul Pateras Pescara figure, avec son hélicoptère et en tant qu'inventeur, dans une série de timbres postaux émise en 1994 par la République argentine en hommage à quatre inventeurs argentins.